# 印度淵底蛇鰻
印度淵底蛇鰻為輻鰭魚綱鰻鱺目糯鰻亞目蛇鰻科的其中一種，分布於東印度洋3°36'S, 97°37'E海域，棲息深度可達1168公尺，為深海底棲性魚類，生活習性不明。